# 造田村 (香川県綾歌郡)
造田村（そうだむら）は、香川県綾歌郡にあった村。現在の仲多度郡まんのう町造田。

## 歴史
- 1890年2月15日 - 町村制施行に伴い、鵜足郡造田村が発足。
- 1899年4月1日 - 鵜足郡が阿野郡と合併し、綾歌郡となる。
- 1956年9月29日 - 美合村と新設合併し、琴南村が発足。同日付で造田村を廃止。